# Prince Rupert
Prince Rupert (IATA: XDW) este o gară din Prince Rupert⁠(d), North Coast Regional District⁠(d), Columbia Britanică, Canada. Este operată de VIA Rail Canada⁠(d).
Clădirea gării a fost proiectată de Divizia de arhitectură CNR din Winnipeg și construită între 1921 și 1922 într-un stil neoclasic, adiacent malului. În 1992, a devenit o stație de cale ferată desemnată de patrimoniu la nivel federal. Serviciile includ închirieri de automobile, telefoane, automate și toalete.